# フォトン (OVA)
『フォトン』は、1997年から1999年にかけて発表されたOVA、または菅野博之による漫画作品（月刊ドラゴンジュニア連載）。

## 概要
本作は1997年11月21日 - 1999年2月18日にかけて発表された、全六巻からなるOVAである。いつとも知れぬ砂漠の惑星上で、主人公フォトンとキーネのドタバタを描く。
なお、本作発売前の1996年2月 - 3月にかけてKBS京都のラジオ番組『折笠愛のムーンライトカフェ』内でラジオドラマが放送されている。このラジオドラマは設定の細部が後に発売されるOVAとは異なっている他、配役も「フォトン・石田彰」「キーネ・折笠愛」など、OVAとは全く別である。このラジオドラマはCD化されていない。

## あらすじ

### OVA
遠い未来か、はたまた過去かもわからない時代………。さる惑星の地軸が大きく歪む原因不明の大異変により文明社会は崩壊し、惑星全土の約90%近くが砂漠化していた。そんな世界のある村で一つの問題が生じていた。村長の孫娘であるアウンが、亜楽器の公演をしに来ていた吟遊詩人に一目惚れをし村の宝を持ち出して彼を追いかけて行ってしまったのだ。村長に彼女を連れ戻すように頼まれたフォトンは、なんとかアウンから村の宝を取り戻す事に成功するが連れ戻す事には失敗し逆に彼女の亜法で「宝の谷」の谷底へ落とされてしまう。そこでフォトンは奇妙な鉄の塊を発見する。それは700年もの昔、この地に墜落したキーネの宇宙船の残骸だった。

## 登場人物
フォトン・アース
声：竹内順子
本作の主人公である少年。無口で間抜けながらも義理堅い性格をしており、怪力を生かして窮地を脱してきた。
亜法に全く影響されない特異体質をしている。
キーネ・アクア
声：黒田由美
フォトンが出会った謎の少女で、のちにフォトンの妻となる。
その正体は銀河結界炉にかかわる人物であり、700年前にフォトンらの惑星へと墜落した。
アウン・フレイヤ
声：堀江由衣
フォトンの幼馴染で、彼の住まう村の村長の娘。一目ぼれしやすい性格であり、吟遊詩人を追いかけたことが騒動の発端となる。
周囲の時間や物体の動きを完全に止めてしまう高度な亜法を使うことができる。
アウンの姉
声：折笠愛
パパチャアリーノ・ナナダン
声：山寺宏一
銀河帝国の伯爵で、愛称はパパチャ伯爵。野望を達成すべく、700年もの間キーネを狙う。うぬぼれ強い卑怯者で、遠距離亜法攻撃をもってフォトンの怪力に立ち向かう。
ラシャラ・ムーン
声：天野由梨
ポチ1号
声：引田とも子
ポチ2号-28号
声：浅川悠
マ・マミー
声：市野莉絵
コロちゃん
声：吉住梢
2本の尾を持つ小動物。
ブラン執政官
声：平松晶子
銀河帝国執政官にして、パパチャ伯爵の協力者。巨大な口の描かれた被り物をしている。
小説版で、ブラン・ニーニーデスというフルネームが明かされた。
皇帝
声：広瀬正志
船長
声：木内秀信

## 用語

### 亜法
この世界におけるエネルギー機関の総称。マ・ジーン・アクア博士を初めとする科学者グループが、銀河系全土を覆い尽くす結界を施し、その内部で行われる物理法則、物理法則が起こる時間を変革させることを成功したことにより生まれた技術。ようは、呪文的なもので無から有を生み出すこと、または物理的現象が行われる時間を短縮させたり、現象自体に介入して結果を変化させたりすることを亜法と呼んでいる。

## スタッフ
- 企画 - フォトンプロジェクト
- 原案・オリジナルキャラクターデザイン - 梶島正樹
- 監督 - 舛成孝二
- 構成 - 黒田洋介
- キャラクターデザイン・総作画監督 - 高橋しんや
- デザインワークス - 渡辺浩二
- 美術監督 - 小山俊久
- 色彩設計 - 川見拓也
- 編集 - 辺見俊夫
- 音楽 - 西岡治彦
- 音楽監督 - 田中一也
- プロデューサー - 島名光二、沢登昌樹、井上博明、長谷川康雄
- 制作 - AIC
- 製作 - キングレコード、ムービック

## 主題歌
「PINCH!」
作詞 - 松葉美保 / 作曲・編曲 - 西岡治彦 / 歌 - 堀江由衣

## 各話リスト
| 話数 | サブタイトル       | 脚本       | 絵コンテ       | 演出                           | 作画監督                                                                       |
| ---- | ------------------ | ---------- | -------------- | ------------------------------ | ------------------------------------------------------------------------------ |
| 1    | アウンのバカ       | 黒田洋介   | ますなりこうじ | 元永慶太郎                     | 高橋しんや、渡辺浩二                                                           |
| 2    | 新妻のキーネ       | 黒田洋介   | 嵯峨敏         | 嵯峨敏                         | 橋本浩一、木下久馬 久保正彦・垪和等（メカ）                                    |
| 3    | 旅立ちのラシャラ   | 長谷川勝己 | ますなりこうじ | 南康宏                         | 高橋英樹、池田裕治 柳瀬雄之、山沢実                                            |
| 4    | ポチの気持ち       | 黒田洋介   | ますなりこうじ | ますなりこうじ                 | 渡辺浩二、高橋しんや                                                           |
| 5    | 鍵を開けるパパチャ | 長谷川勝己 | 嵯峨敏         | 渕上真                         | 飯田宏義、村上元一                                                             |
| 6    | 緑の星のフォトン   | 黒田洋介   | ますなりこうじ | ますなりこうじ 鈴木薫 下司泰弘 | 高橋しんや、渡辺浩二 松山光治、箕輪悟 北島信幸・泉明宏・中沢一登（レイアウト） |

## 関連商品
ドラマCD
- 『フォトン「のドラマその1」』 1997年11月6日
- 『フォトン「のドラマその2」』 1998年2月21日

音楽CD
- 『フォトン「のうた・えくすとら」』 1998年12月23日

アニメLD
- 『フォトン Vol.1』 アウンのバカ 1997年11月21日
- 『フォトン Vol.2』 新妻のキーネ 1997年12月22日
- 『フォトン Vol.3』 旅立ちのラシャラ 1998年1月21日
- 『フォトン Vol.4』 ポチの気持ち 1998年3月27日
- 『フォトン Vol.5』 鍵を開けるパパチャ 1998年7月24日
- 『フォトン Vol.6』 緑の星のフォトン 1999年2月18日

アニメDVD
- 『フォトン コンプリートエディション』 2003年9月26日 第一話 - 第六話

小説
著：黒田洋介、絵：羽音たらく（富士見ファンタジア文庫）
- 『フォトン〈1〉』1997年12月 ISBN 4-8291-2786-4
- 『フォトン〈2〉』1998年8月 ISBN 4-8291-2830-5
- 『フォトン〈3〉』1999年3月 ISBN 4-8291-2872-0

漫画
原案：梶島正樹、作画：菅野博士 (角川コミックス・ドラゴンJr）
- 『フォトン〈1〉』1998年3月 ISBN 4-04-712156-8
- 『フォトン〈2〉』1998年9月 ISBN 4-04-712172-X
- 『フォトン〈3〉』1999年7月 ISBN 4-04-712192-4

## 関連作品
- 異世界の聖機師物語